# Huta-Pereima, Sarnî
Huta-Pereima (în ucraineană Гута-Перейма) este un sat în comuna Nemovîci din raionul Sarnî, regiunea Rivne, Ucraina.

## Demografie
Componența lingvistică a localității Huta-Pereima
     Ucraineană (98,98%)
     Rusă (1,02%)
Conform recensământului din 2001, majoritatea populației localității Huta-Pereima era vorbitoare de ucraineană (98,98%), existând în minoritate și vorbitori de rusă (1,02%).